# Moordorf (Steinburg)
Moordorf ist ein Ortsteil der Gemeinde Westermoor im Kreis Steinburg in Schleswig-Holstein.

## Geografie

### Geografische Lage
Moordorf liegt im südlichen Gemeindegebiet von Westermoor etwa 1,5 km von der genannten Dorflage entfernt. Weiter südlich erstrecken sich die Flächen des Breitenburger Moores. Die Hörner Au fließt zwischen dem Ort und dem Moorgebiet von Ost nach West durch die Breitenburger Niederung. Am Rande der Einzelsiedlung Hübek ist der Ursprung des Baches Schmiedeau.

### Ortsteile
Der vormals selbständigen Gemeinde, eine Streusiedlung, waren auch die Hofsiedlungen Meierhaus und Hübek als weitere Wohnplätze zugeordnet.

## Geschichte
Bis zum 29. Februar 2008 war Moordorf eine eigenständige Gemeinde. Sie verfügte über eine Gemeindeversammlung, der alle Bürger der Gemeinde angehörten.

## Wirtschaft und Verkehr

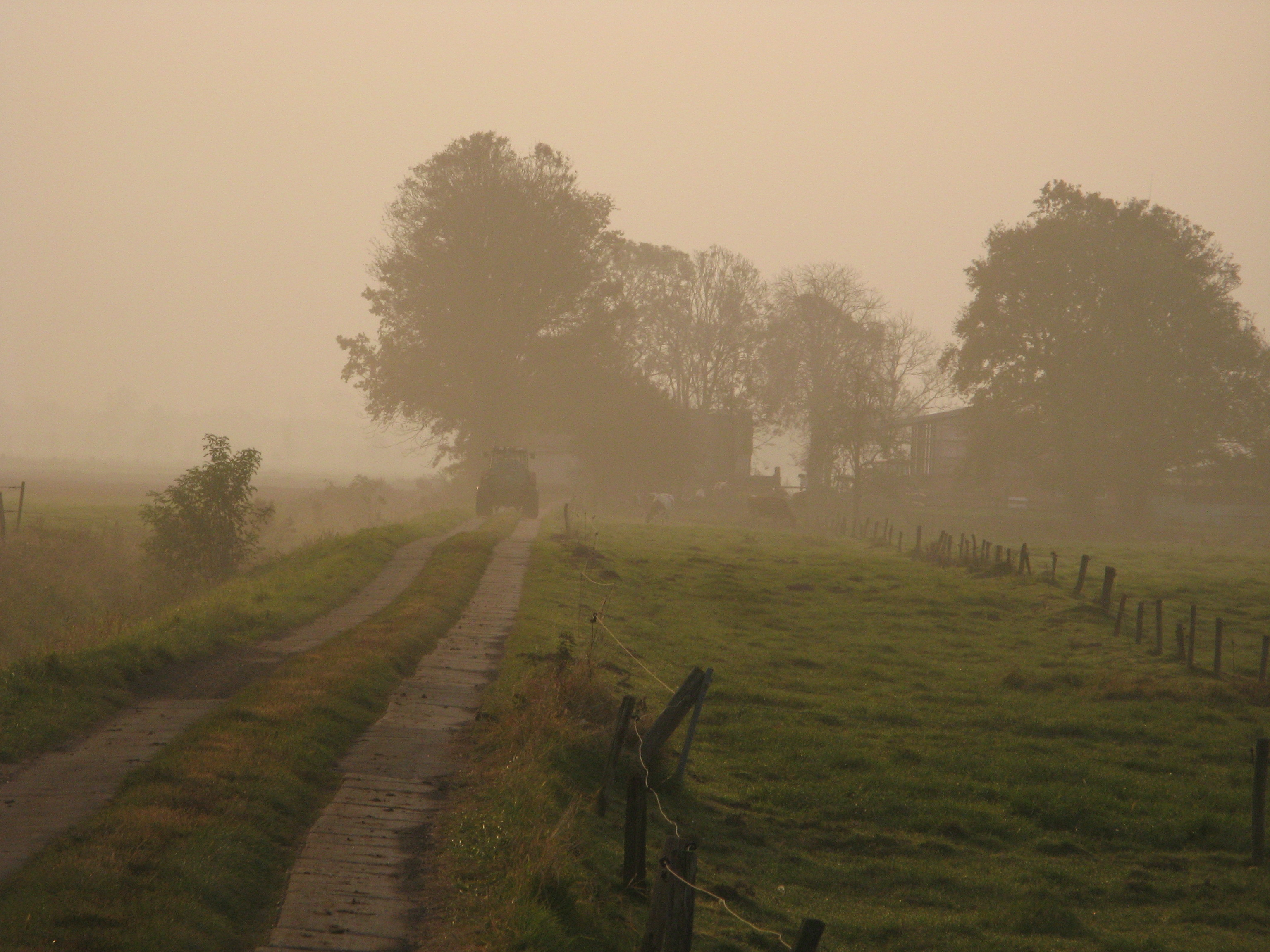
Landwirtschaft prägt das Landbild

Die Wirtschaft im Ort ist durch die Urproduktion der Landwirtschaft geprägt. Auch Torfabbau bot über lange Zeit eine Einkommensquelle, ist aber mittlerweile eingestellt. Heute werden Einnahmen primär aus dem Fremdenverkehr. Der Ort liegt am westlichen Ochsenweg.
Mittels Kraftfahrzeugen erreicht man den Ort über die Dorflage von Westerhorn an der schleswig-holsteinischen Landesstraße 115. Am östlichen Ortseingang zweigt nach Süden eine Straße ab, der die östlichen Siedlungen nach etwas 2,5 km anbindet (Hausnummern 7–10). Die westlichen Siedlungen (Hausnummern 1–6) werden über eine Zufahrtsstraße ebenfalls ausgehend von derselben Landesstraße in der Gemeinde Kronsmoor erreicht.